# Dactylorhiza atlantica
Dactylorhiza atlantica är en orkidéart som beskrevs av Carolus Adrianus Johannes Kreutz och Vlaciha. Dactylorhiza atlantica ingår i Handnyckelsläktet som ingår i familjen orkidéer.
Artens utbredningsområde är Marocko. Inga underarter finns listade i Catalogue of Life.